# Списък на породи коне

## А
- Абисинска порода коне
- Албанска порода коне
- Алтайска порода коне
- Ахалтекинска порода коне
- Американски куортър
- Андалуска порода коне
- Английски чистокръвен кон
- Арабска Шагия порода коне
- Арабски чистокръвен кон
- Арденски кон
- Ахал Текинска Порода Коне

## Б
- Булонска порода коне

## В
- Вестфален

## Г
- Гидран порода коне

## Д
- Дунавска порода коне
- Делиорманска порода коне

## Е
- Египетска порода коне
- Естонска порода коне

## И
- Източнобългарска порода коне

## К
- Кабардинска порода коне
- Камчийска порода коне
- Каракачанска порода коне
- Карачаевска порода коне
- Клайдсдейлски коне
- Кливланд бей порода коне
- Кнабструпер

## Л
- Латвийска порода коне
- Литовска порода коне
- Липицано порода коне
- Лузитано порода коне

## М
- Монголска порода коне
- Мустанг

## Н
- Нониус порода коне
- Норикей порода коне
- Нюфаундленд пони

## О
- Олденбург порода коне
- Орловски рисак

## П
- Першерон
- Пиндско пони
- Пинто порода коне
- Плевенски кон

## Р
- Рилска порода коне
- Руски рисак

## С
- Селфрансе порода коне

## Т
- Тракенер порода коне
- Тинкер порода коне
- Туркменистанска порода коне

## Ф
- Франко Нормано порода коне
- Френски рисак
- Фризийски кон

## Х
- Хановерска порода коне
- Хафлингер порода коне
- Холандски полукръвен KWPN
- Холщайнер порода коне

## Ш
- Шотландско пони
- Шайрски кон

## Я
- Якутско пони